# Luke, Patient Provider
Luke, Patient Provider er en amerikansk stumfilm fra 1916.

## Medvirkende
- Harold Lloyd som Luke
- Bebe Daniels
- Snub Pollard
- Charles Stevenson
- Billy Fay